# 上田ちか子
上田 ちか子（うえだ ちかこ、ちか女とも、生没年不詳）は、幕末の祇園のやわ芸妓、歌人。
生まれは裕福な青楼（置屋、もしくはお茶屋を指すか）の娘であったが、自ら望んで芸妓となった。国学者・長澤伴雄の深い馴染みとなり、長澤のもとで和歌を学ぶ。のちに、長澤の窮状においてはなにかと力になることもあった。
大田垣蓮月の歌友の一人であり、蓮月、桜木太夫とともに自らの身分を詠み合った歌が残っている。